# Chủ nghĩa quân bình

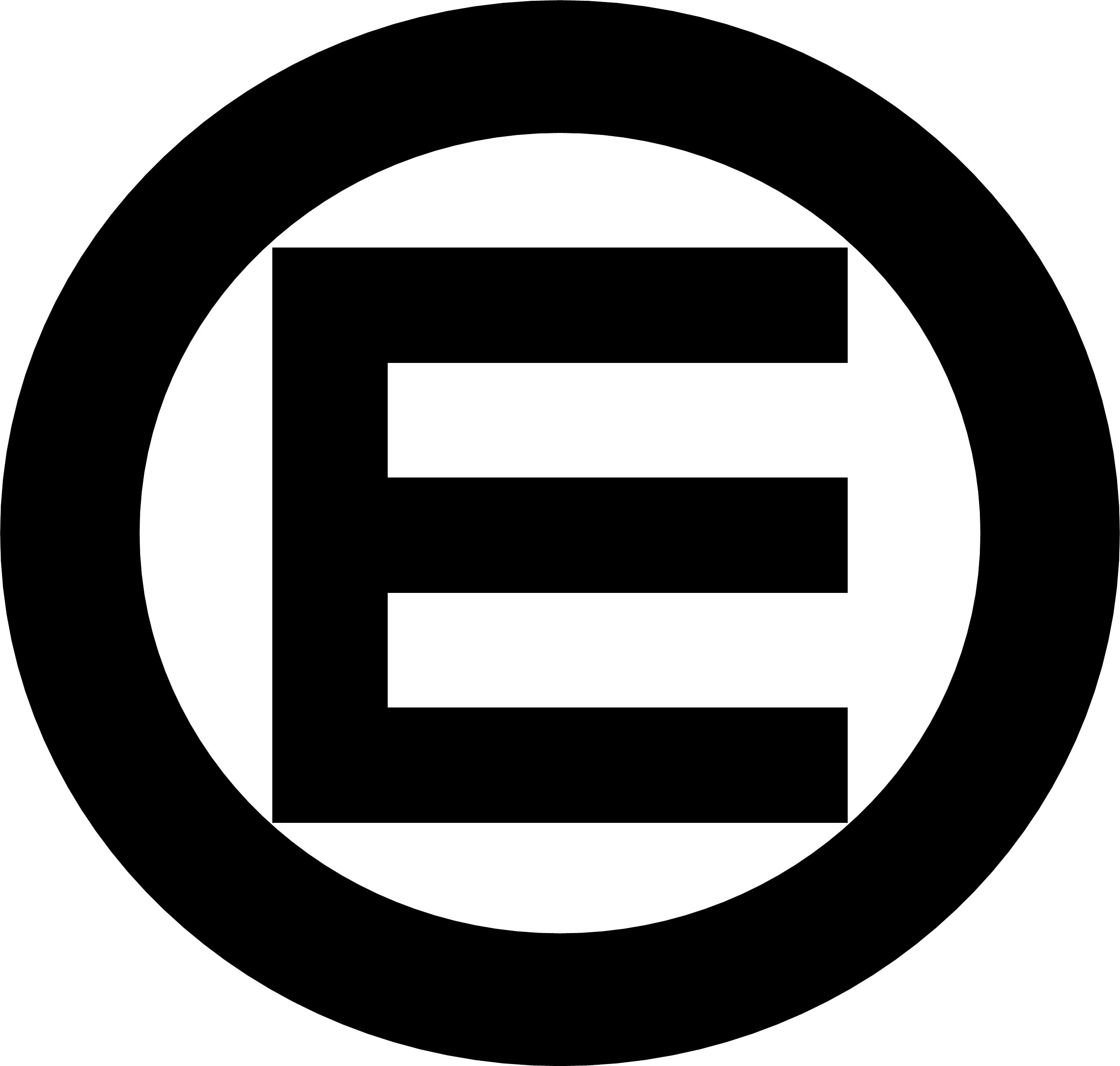
Biểu tượng chủ nghĩa quân bình

Chủ nghĩa bình quân hay chủ nghĩa cào bằng (tiếng Anh: Egalitarianism; từ chữ egal tiếng Pháp, có nghĩa là "bình đẳng") là một xu hướng tư tưởng ủng hộ sự bình đẳng cho tất cả mọi người . Học thuyết quân bình là một học thuyết chính trị cho là tất cả mọi người nên được đối xử bình đẳng và có các quyền chính trị (Tự do chính trị), kinh tế (Tự do kinh tế), xã hội (bình đẳng xã hội) và dân sự (quyền dân sự và chính trị) như nhau; Triết lý xã hội này ủng hộ việc loại bỏ sự bất bình đẳng về kinh tế giữa người dân, chủ nghĩa bình quân kinh tế, hoặc phân cấp quyền lực.